# Кубок грецької ліги з футболу 1989—1990
Кубок грецької ліги з футболу 1989—1990 — 1-й (і єдиний) розіграш Кубка грецької ліги. Переможцем став АЕК.

## Перший раунд
| Команда 1          | Рахунок      | Команда 2           |
| ------------------ | ------------ | ------------------- |
| Олімпіакос (Пірей) | 3:0          | Іонікос             |
| Етнікос (Пірей)    | 2:2 пен. 6:7 | Левадіакос          |
| Аполлон (Афіни)    | 1:1 пен. 4:2 | Докса Драма         |
| Олімпіакос (Волос) | 2:0          | Пансерраїкос        |
| ОФІ                | 3:0          | Аполлон (Каламарія) |
| Аріс               | 2:0          | Лариса              |
| Іракліс            | 2:1          | Ксанті              |
| ПАОК               | 0:2          | Панатінаїкос        |
| Паніоніос          | 3:3 пен. 1:3 | АЕК                 |

## Додатковий раунд
| Команда 1 | Рахунок | Команда 2 |
| --------- | ------- | --------- |
| Аріс      | 3:1 дч  | ОФІ       |

## 1/4 фіналу
| Команда 1          | Рахунок | Команда 2          |
| ------------------ | ------- | ------------------ |
| Олімпіакос (Пірей) | 1:0     | Іракліс            |
| Панатінаїкос       | 5:3     | Аполлон (Афіни)    |
| Левадіакос         | 2:1     | Олімпіакос (Волос) |
| АЕК                | 5:2     | Аріс               |

## 1/2 фіналу
| Команда 1          | Заг.    | Команда 2    | 1-й матч | 2-й матч |
| ------------------ | ------- | ------------ | -------- | -------- |
| Олімпіакос (Пірей) | 3:3 (ч) | Панатінаїкос | 1:1      | 2:2      |
| Левадіакос         | 0:1     | АЕК          | 0:0      | 0:1      |

## Фінал
| 2 червня 1990 |

| АЕК                             | 3:2 | Олімпіакос (Пірей)               |
| ------------------------------- | --- | -------------------------------- |
| Й.Саввідіс 8', 15' Савевскі 53' |     | Калогеропулос 44' І.Саввідіс 76' |

| «Олімпійський стадіон», Афіни Глядачів: 22 289 Арбітр: Макіс Германакос |